# Queensland du Centre-Ouest
Le centre-ouest du Queensland est une région de l'Australie profonde située dans l'état du Queensland, entre le Queensland du Sud-Ouest (au sud) et le pays du Golfe (au nord). Sa superficie est de 396 650,2 km2 et sa population s'élève à 12 387 habitants .

## Histoire

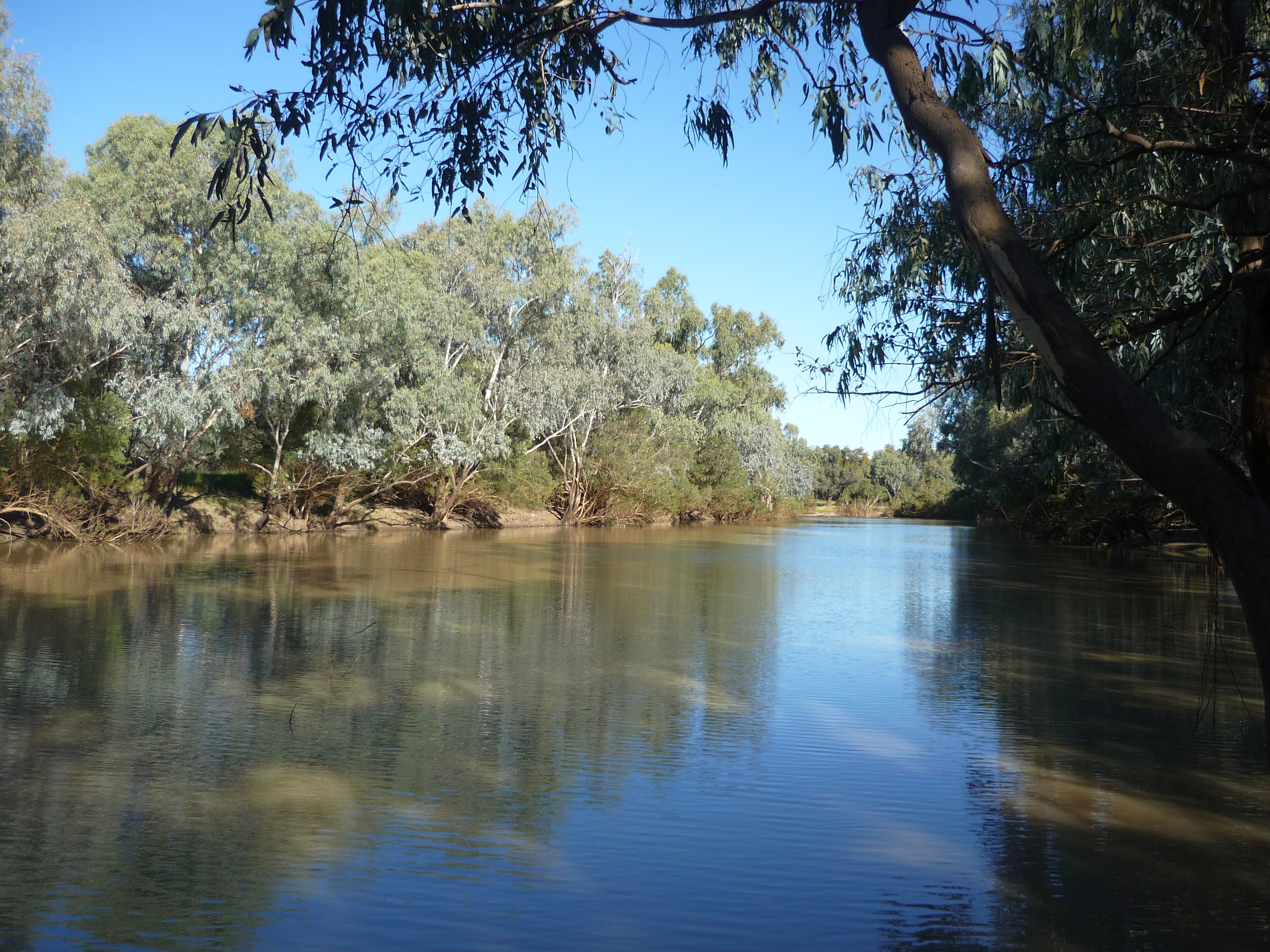
La riivière Barcoo à Isisford en 2011

C'est le  major Thomas Mitchell qui fut le premier Européen à traverser la région en 1846. Mitchell se trouvait près d'Isisford, sur la rivière Barcoo, quand son expédition se trouva à court de vivres et fut menacée par des groupes aborigènes. Il décida alors de revenir à Sydney et de clore avec succès son expédition qui avait permis de découvrir une vaste zone de territoires inconnus .

## Géographie

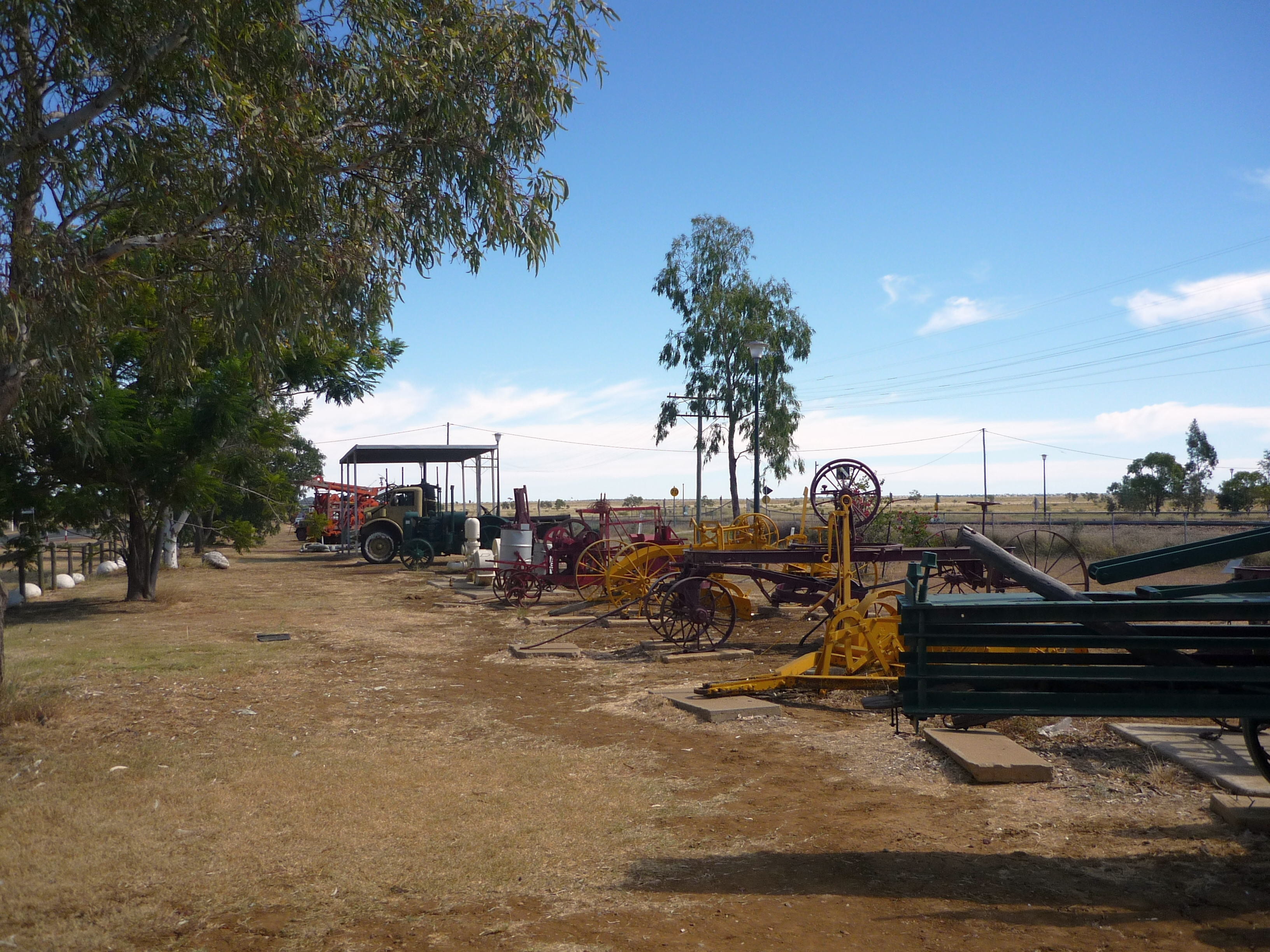
Exposition de matériel agricole ancien le long de l'autoroute Landsborough à Ilfracombe en 2011.

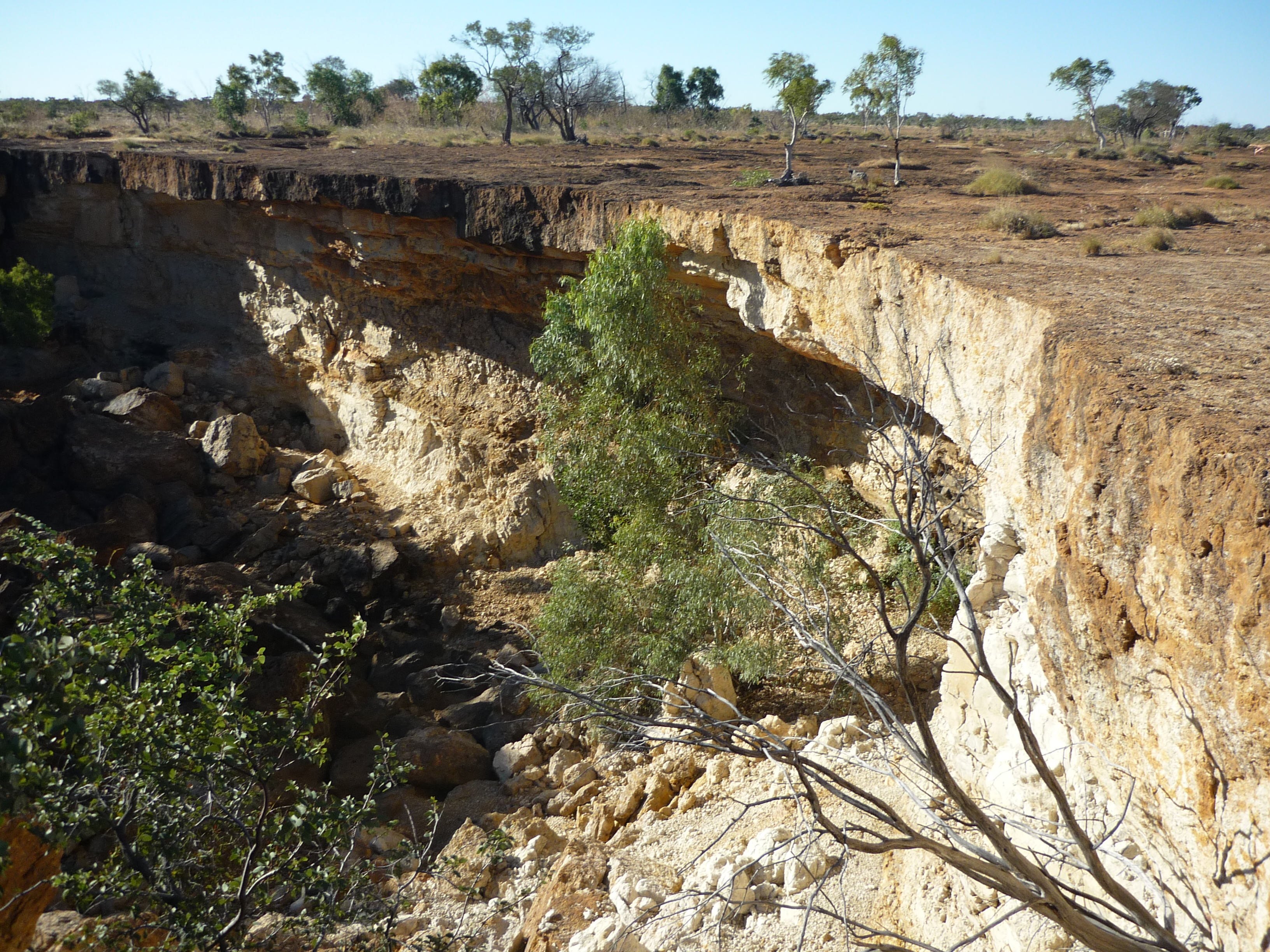
Gorges de Scrammy près de Winton en 2011.

La région couvre la partie orientale du désert de Simpson et inclut les bornes géodésiques Haddon Corner et Poeppel Corner qui matérialisent les angles de la frontière de l'État du Queensland. Le Pays de la Manche (Channel Country) est une région naturelle remarquable dont une partie se situe dans le Queensland du Nord-Ouest.
Une partie du bassin de Cooper se situe également dans la région. Ce bassin contient des gisements de pétrole et de gaz naturel terrestres parmi les plus importants d'Australie .

### Administration
Sur le plan fédéral, la région est partagée entre la circonscription de Maranoa et la circonscription de Kennedy.
Les zones d’administration locale de la région sont les suivantes :
| Nom                      | Siège du Conseil | Année de Fondation | Superficie (km2) | Population | Population | Carte |
| Nom                      | Siège du Conseil | Année de Fondation | Superficie (km2) | (2013),    | (2018),    | Carte |
| ------------------------ | ---------------- | ------------------ | ---------------- | ---------- | ---------- | ----- |
| Région de Barcaldine     | Barcaldine       | 2008               | 53 383           | 3 232      | 2 852      |       |
| Comté de Barcoo          | Jundah           | 1885               | 61 830           | 333        | 267        |       |
| Région de Blackall-Tambo | Blackall         | 2008               | 30 537           | 2 214      | 1 863      |       |
| Comté de Boulia          | Boulia           | 1887               | 60 906           | 481        | 425        |       |
| Comté de Diamantina      | Bedourie         | 1879               | 94 731           | 299        | 292        |       |
| Région de Longreach      | Longreach        | 2008               | 40 572           | 4 104      | 3 530      |       |
| Comté de Winton          | Winton           | 1886               | 53 814           | 1 312      | 1 157      |       |

### Géologie
En mars 2015, les chercheurs de l'agence de recherches géologiques d'Australie (Geoscience Australia) ont étudié le cours de la rivière Diamantina. Au niveau de ses sources, le cours d'eau suit la forme curieuse d'un crochet. Ils ont déterminé qu'il suivait le bord d'une anomalie de la croute terrestre ayant  une forme à peu près circulaire. Les scientifiques ont émis l'hypothèse que ce relief proviendrait de l'impact d'un astéroïde. Si tel est le cas, l’évènement se serait produit il y a environ 300 millions d'années . Le cratère à un diamètre de 130 km et se trouve à une distance de 60 km à l'ouest de Winton.

### Villes et établissements
Les principales villes du centre-ouest du Queensland sont Longreach, Winton, Blackall et Barcaldine. Barcaldine a été le théâtre de la grève des tondeurs australiens de 1891, un des conflits industriels les plus anciens et les plus importants d'Australie.
L'Australian Stockman's Hall of Fame est un musée situé à Longreach créé pour rendre hommage aux pionniers de l'outback australien. Le bâtiment a été achevé en 1987 et a été inauguré par la reine Elizabeth II le 29 avril 1988 .
Les villes plus petites de la région sont Bedourie, Birdsville, Boulia, Urandangi, Ilfracombe, Isisford, Yaraka, Jundah, Stonehenge, Windorah, Alpha, Aramac, Jéricho, Tambo et Muttaburra . La ville fantôme de Betoota a été désignée comme la plus petite ville d'Australie .

### Rivières
Les voies navigables traversant le centre-ouest du Queensland sont lest Barcoo, Georgina, Diamantina, Thomson, Burke, Hamilton et le ruisseau Cooper.

### Zones protégées
Plusieurs parcs nationaux ont été créés dans la région :
- Le Parc national Munga-Thirri  dans le Désert de Simpson.
- Le Parc national Cudmore
- Le Parc national Diamantina
- Le Parc national des plaines d'Astrebla
- Le Parc national Welford
- Le Parc national Goneaway
- Le Parc national Lochern
- Le Parc national Bladensburg

## Transports
Les principales routes de la région sont la Capricorn Highway et la Landsborough Highway. Au nord de la région, la Kennedy Highway relie Boulia à Cairns, sur la côte est de l'Australie.
La ligne de chemin de fer centrale a rejoint Longreach en 1892. Aujourd'hui, le Spirit of the Outback est un service de trains voyageurs à longue distance qui relie Brisbane à Longreach. La région est desservie par les aéroports suivants : 
- Aéroport de Longreach,
- Aéroport de Winton
- Aéroport de Windorah,
- Aéroport de Barcaldine,
- Aérodrome d'Aramac
- Aaéroport de Blackall.

## Médias
Le centre-ouest du Queensland est parsemé de puissants émetteurs radio qui permettent de recevoir la station notionale ABC radio, la station locale ABC Western Queensland ainsi que par les stations commerciales 4LG et West FM, toutes deux détenues par Resonate Broadcasting.
Le journal local du centre-ouest est l'hebdomadaire The Longreach Leader.